# Бюссак-сюр-Шарант
Бюсса́к-сюр-Шара́нт (фр. Bussac-sur-Charente) — коммуна во Франции, находится в регионе Пуату — Шаранта. Департамент коммуны — Шаранта Приморская. Входит в состав кантона Сент-Север. Округ коммуны — Сент.
Код INSEE коммуны — 17073.

## Население
Население коммуны на 2010 год составляло 1300 человек.
| 1962 | 1968 | 1975 | 1982 | 1990 | 1999 | 2010 |
| ---- | ---- | ---- | ---- | ---- | ---- | ---- |
| 525  | 602  | 662  | 860  | 989  | 1123 | 1300 |